# Dicranomyia (Dicranomyia) haeretica
Dicranomyia (Dicranomyia) haeretica is een tweevleugelige uit de familie steltmuggen (Limoniidae). De soort komt voor in het Nearctisch gebied.